# 克斯喬阿雷萊鄉
44°07′34″N 26°28′12″E / 44.126°N 26.470°E
克斯喬阿雷萊鄉（羅馬尼亞語：Comuna Căscioarele, Călărași），是羅馬尼亞的鄉份，位於該國南部，由克勒拉希縣負責管轄，面積26平方公里，海拔高度34米，2007年人口1,958，人口密度每平方公里75人。